# Смоленская торговая правда
«Смоленская торговая правда» (Договор Смоленска с Ригой и Готским берегом) ― договор, заключённый в 1229 году между Смоленским, Витебским и Полоцким княжествами с одной стороны и Ригой и Готландом с другой.

## Состояние двинской торговли в XIII веке
Торговля Полоцкого, Витебского и Смоленского княжеств с Западом в XIII—XIV веках осуществлялась преимущественно по Западной Двине.
В начале XIII века торговое поселение ливов Рига было облюбовано немецкими купцами, пришедшими сюда вместе с крестоносцами. Рига являлась идеальным местом для транзитной торговли с восточными землями. До этого таким выгодным пунктом был только город Висби на острове Готланд.
К этому времени торговые поездки смоленских, полоцких и витебских купцов в Ригу и на Готланд вошли в обыкновение, как и поездки немецких купцов в города Подвинья. Б. А. Рыбаков отмечает, что существовали «два мощных потока, направленных на Запад: первый — через Волынь, Краков на Прагу и Регенсбург, а второй — через Смоленск, Новгород, Ладогу и польские и венгерские города Южной Прибалтики».
Так что «путь в немцы», шедший из Днепра через волок в Западную Двину и Рижский залив «моря Варяжского» уже был хорошо известен. В 1210 году заключено первое торговое соглашение Полоцка с Ригой. В 1212 году рижский епископ Альберт встречался с полоцким князем Владимиром по поводу безопасности двинского торгового судоходства.

## Предыстория договора
Предварительно договор обсуждался на смоленском вече, после чего в Ригу для подготовки встречи послов поехал сотский Пантелей.
Потребность в заключении договора возникла в связи с необходимостью отрегулировать торговые отношения, становившиеся всё теснее. В Смоленске к тому времени даже существовала небольшая колония немецких купцов, имевших свой двор и даже церковь.
Договор подписали послы смоленского князя Мстислава-Фёдора Давыдовича «лучший поп Еремей и умный муж Пантелей». С немецкой стороны это «латинское купечество» из «Римского царства», представлявшее Ригу, Орден, Висби, Гамбург, Любек, также наряду с послами обсуждавшее пункты договора.

## Содержание договора
По договору заключался мир «промеж Смоленска и Рыги». Основные пункты договора:
- проезд по Западной Двине, а также в Ригу, Любек, Готланд и другие города балтийского побережья смоленским, полоцким и витебским; немецким купцам свободный проезд по Западной Двине;
- свободная оптовая и розничная торговля обеим сторонам;
- определение пошлины.

Единым судьей между русскими и немецкими купцами являлся смоленский князь. Договор давал равные права русскому и немецкому купечеству в вопросах свободного проезда, оптовой, розничной и гостевой торговли.
Договор, являясь торговым и политическим соглашением, закрепил правовые нормы, гарантировавшие развитие торговых отношений на основе взаимности и равноправия. Например, «аще кто деревомь ударить чл̃вка до кръви. полуторы грв̃ны [то есть гривны] серебра, аще ударить по лицю или за волосы иметь, или батогомъ шибеть, платити безъ четвьрти грв̃на серебра…»… «Русину не звати Латина на поле бится у Руской земли, а Латинину не звати Русина на поле битося у Ризе и на Готском березе».
Во второй статье Списка Е рижской редакции Смоленской правды впервые встречается термин «пенязь»: «гривна кунами или пенязями».

## Значение договора
Существенным достижением договора было право беспошлинной и беспрепятственной торговли русскими купцами по Западной Двине. Для спорных вопросов были утверждены нормы торгового уголовного права.
До XV века «Смоленская торговая правда» признавалась сторонами договором, который изредка дополнялся, но всегда сохранял свою силу. Так продолжалось на протяжении XIII―XIV веков. Этим, возможно, и объясняется, что текст договора дошел до нас в 6 списках. Он, наряду с Русской Правдой, включен в юридический сборник второй половины XIV века как важнейший правовой документ.

## Издания
- Русско-Ливонские акты, собранные К. Е. Напиерским. ― СПБ., 1868.
- Владимирский-Буданов М. Ф. Хрестоматия по истории русского права. ― Вып. 1 (разные издания).
- Андреев Н. В., Маковский Д. П. Смоленский край в памятниках и источниках. ― Ч. 1. ― Смоленск, 1949.
- Памятники русского права. ― М. : Госюриздат, 1953. ― Вып. 2: Памятники права феодально-раздробленной Руси XII—XV вв. / под ред. С. В. Юшкова; сост. А. А. Зимин. ― С. 54―98.